# Donald Meek
Donald Meek (Glasgow, Escocia, 14 de julio de 1878 - Los Ángeles, California, Estados Unidos, 18 de noviembre de 1946) fue un actor británico. Participó desde niño en escenarios teatrales de su tierra natal y en Australia. Arribó a los Estados Unidos acompañando a un grupo de acróbatas y a los dieciocho años ingresó en el Ejército, llegando a participar en la guerra hispano-estadounidense. En el conflicto contrajo la fiebre amarilla, lo que hizo que se le cayera el pelo. En el cine interpretó una variedad de personajes, desde aduladores y pusilánimes hasta maestros de escuela y hombres de negocios. 
Hacia los años 1930 gozó de cierta popularidad, llegando a trabajar junto al director Frank Capra en la película Vive como quieras (1938) en el personaje de Poppins. Murió mientras trabajaba en su última película Magic Town, de 1946. Su filmografía abarca títulos como The Wall Street Mystery (1931), El capitán Blood (1935), Las aventuras de Tom Sawyer (1938), Tierra de audaces (1939), La diligencia, La llama sagrada (1942) y Me tenían cubierto (1943).